# 懲教署中途宿舍
懲教署中途宿舍，指的是香港懲教署為部分出獄犯人設置臨時入住之用的宿舍。自1968年懲教署前身——監獄署成立首間宿舍「新生之家」（英語：New Life House）起，該署一直為這些犯人提供更生及住宿服務，幫助他們重新適應社會生活，不單容許入住者在日間外出，而且鼓勵親友親自前往支持。時至今日，懲教署現時在九龍深水埗區大窩坪開設男性少年宿舍豐力樓（英語：Phoenix House）和男性成年宿舍百勤樓（英語：Pelican House），以及在新界屯門區大欖開設女性宿舍紫荊樓（英語：Bauhinia House），共有三間，收容額接近100個。

## 簡介
中途宿舍顧名思義，是供犯人從教導所、戒毒所和勞教中心獲釋後重新投入社會前，中途短暫留宿的地方，入住期因人而異。懲教署視之為懲教院所內更生計劃的延續，所以入住者仍受到署方監管，若期間表現不良，則可能會被召回懲教院所。不過相對於其他懲教院所，中途宿舍不會設防，亦沒有如監獄、懲教所等的保安等級，入住者不單可在日間外出，在非平日時段更可外訪親友；署方亦同時鼓勵親友前往中途宿舍，並親身給予他們支持，幫助他們自新。 另一方面，中途宿舍除了有懲教職員和署方臨床心理學家外，亦有一些非政府組織（如香港善導會）成員進駐並提供輔導、活動和服務等。事實上，為配合懲教署更生事務，一些計劃如「監管試釋計劃」（1988年）、「釋前就業計劃」（1988年）、「監管釋囚計劃」（1996年）早在主權移交前實施，其他懲教院所的犯人亦可透過這類計劃轉到中途宿舍入住。1997年起，懲教署甚至成立更生事務科，以統籌中途宿舍和管理更生事務。:130
以下為運作中的中途宿舍，不包括已被併入紫荊樓的新生之家。其中豐力樓和百勤樓均位於同一建築，除此之外，4樓還設有低度設防院舍勵行更生中心；至於紫荊樓的旁邊，也設置低度設防的蕙蘭更生中心，位於A及B座。
| 名稱   | 啟用年份            | 地址                           | 收容額 | 收容犯人類別       | 收容犯人來源 | 參考   |
| ------ | ------------------- | ------------------------------ | ------ | ------------------ | --- | ------ |
| 豐力樓 | 1983年              | 深水埗區大窩坪龍欣道3號        | 30     | 14至20歲男性犯人   | - 勞教中心（沙咀懲教所） - 教導所（歌連臣角懲教所） - 戒毒所（勵新懲教所）                                         | [ 9 ]  |
| 百勤樓 | 1995年 新址：2004年 | 深水埗區大窩坪龍欣道3號3樓前座 | 40     | 21歲或以上男性犯人 | - 戒毒所（喜靈洲戒毒所、勵新懲教所） - 「監管試釋計劃」 - 「釋前就業計劃」 - 「有條件釋放計劃」 - 「監管釋囚計劃」 | [ 10 ] |
| 紫荊樓 | 1984年 新址：2002年 | 屯門區大欖大欖涌道18號C座      | 24     | 女性犯人           | - 教導所（勵敬懲教所） - 戒毒所（勵敬懲教所、勵顧懲教所） - 「監管試釋計劃」 - 「釋前就業計劃」 - 「監管釋囚計劃」 | [ 11 ] |

## 歷史
1968年8月，監獄署在大欖成立首間宿舍新生之家，收容對象主要為吸毒犯人提供康復服務，同時亦接受其他有需要的釋囚。1983年7月，經改組後的懲教署，在大窩坪再開設專為男性少年犯而設的豐力樓，其英語名稱中的「Phoenix」即是不死鳥，寓意犯人從監獄返回社會並浴火重生。:133翌年8月，位於中環贊善里和亞畢諾道交界處的域多利監獄更樓，改為女犯人中途宿舍，命名為紫荊樓。到1995年2月，百勤樓在柴灣東區醫院職員宿舍正式投入服務，而紫荊樓同時也搬遷至那處，但中環原址建築卻仍保留命名至今，並成為大館的一部分。
2000年，港府計劃將部分懲教院所劃分一些用地改裝成為更生中心，其中豐力樓將設有70個名額，而大欖新生之家則將設有24個名額，這兩個用地後來分別成為男少年犯院所勵行更生中心及女少年犯院所蕙蘭更生中心。2002年，新生之家被併入至紫荊樓，後者則再遷到新生之家原本位置並繼續運作。而百勤樓在2004年從柴灣搬到豐力樓3樓前座位置。2015年，審計署報告揭發懲教署的廚餘量偏高，其中百勤樓及豐力樓均名列前茅，其每日人均廚餘量分別為1.61公斤和1.03公斤，對比醫院管理局中廚餘量最高的葛量洪醫院，則只有0.58公斤。

## 部分知名入住者
- 歐陽炳強：1974年跑馬地紙盒藏屍案的疑兇，2002年獲特首董建華簽署的「有條件監管令」，入住仍設在柴灣的百勤樓內。[17]
- 陳裘大：房屋署前總屋宇裝備工程師，歌手陳奕迅之父，曾因貪污罪成而入獄，2008年透過「釋前就業計劃」從赤柱監獄轉住大窩坪百勤樓。[18]
- 林兆鑫：香港大學李嘉誠醫學院前院長，曾因侵吞公款而被判監，2010年透過「釋前就業計劃」從馬坑監獄轉住入住大窩坪百勤樓。[19]
- 麥以馬：香港電影演員、紋身師，曾因襲警罪被判入當時的沙咀勞教中心，其後轉入大窩坪豐力樓。[20]

## 外部連結
- （繁體中文）中途宿舍（页面存档备份，存于），香港懲教署